# Michael Bickford
Michael Bickford (* 20. Jahrhundert in Greenwich (Connecticut)) ist ein in England lebender US-amerikanischer Polospieler mit einem Handicap von 1.
Auf der Farm seines Vaters in Vermont kam er früh mit dem Polo in Berührung. 1999 zog er nach London, trainiert aber auch in Argentinien.
Er gewann unter anderem den Cicero Cup 2009 und den Gold Cup 2010. Im Januar 2012 wird er beim St. Moritz Polo World Cup on Snow als Patron des Teams Ralph Lauren spielen.